# Оргэнергострой
Оргэнергостро́й (Акционерное общество "Институт "Оргэнергостро́й") (АО ОЭС) — российская компания полного цикла, выполняющая высокотехнологичные работы при сооружении сложных объектов капитального строительства в различных секторах экономики, включая атомную и тепловую энергетику, нефтегазовый и промышленный сектор, гражданское и гидротехническое строительство и т.д.  
В рамках перечисленных направлений, Оргэнергострой осуществляет такие виды работ, как предпроектные работы, комплексные инженерные изыскания, проектирование, производство и поставку оборудования, инженерное сопровождение проекта, авторский и технический надзор, строительно-монтажные, пусконаладочные, ремонтно-восстановительные и демонтажные работы, а также разработку технологии строительства.
За годы своего существования, компания приняла участие в более 1000 проектах строительства АЭС, ГЭС, ГеоЭС, ГАЭС, ГРЭС, ТЭЦ, АДЭС, треть из которых реализованы за рубежом.

## История
Всесоюзный институт по проектированию организации энергетического строительства «Оргэнергострой» был создан в соответствии с постановлением Совета Министров СССР № 1688 от 15 сентября 1955 года. Во времена СССР, организация участвовала в подготовке энергетической программы страны, включавшей в себя схемы развития, аналитические материалы и нормативные документы. Оргэнергострой осуществлял разработку новаторских методов производства строительно-монтажных работ на тепловых, атомных и гидроэлектростанциях; совершенствование организации управления и экономики строительства; проектирование индустриальной базы энергостроительного комплекса; а также опытно-конструкторские работы и промышленное изготовление необходимой строительной техники. Учёными и инженерами Института разработаны многие, передовые для своего времени, концепции и технологии, а также нормативные документы, в числе которых: "Основные положения по строительству ГРЭС-2400", послужившие основой серии ТЭЦ с энергоблоками в 200 и 300 тыс. кВт.; совместно с сотрудниками других отраслевых коллективов, на основе типового проекта ВВЭР-1000 созданы обязательные технологические правила сооружения атомных электростанций; разработана конструкция электротрактора, обеспечивающая послойную укладку бетонной смеси на большую площадь и технология гравитационного бетонирования литой бетонной смесью в труднодоступных, конструктивных густоармированных элементах; разработаны и внедрены конструкции, оборудование и технология производства работ по устройству систем предварительного напряжения защитных оболочек реакторных отделений; разработаны "Основные положения по строительству гидротехнических туннелей буровзрывным способом" и многое другое. Работники Института являются разработчиками более чем 50 государственных стандартов, СНиПов, а также ведомственных нормативных документов на методы испытания строительных материалов и конструкций и требований к ним. Ежегодно Институт оказывал техническое содействие и помощь более чем 160 объектам энергетического строительства.
В 1995 году Всесоюзный институт по проектированию организации энергетического строительства «Оргэнергострой» был реорганизован в ОАО "Оргэнергострой", на базе которого в последующем было образовано Акционерное общество «Институт «Оргэнергострой».

### Ликвидация аварии на Чернобыльской АЭС
26 апреля 1986 года произошла крупнейшая катастрофа в истории атомной энергетики — разрушение четвёртого энергоблока Чернобыльской АЭС. Для ликвидации последствий этого происшествия была организована группа высококвалифицированных сотрудников различных советских институтов. В их числе была группа специалистов Оргэнергострой, осуществлявшая аварийно-восстановительные работы. При содействии и непосредственном участии Института были проведены работы по кольцеванию канализации для предотвращения выброса зараженной воды в р. Припять, созданию проекта организации строительства эстакады, заводов по производству бетона и уникальной дистанционно управляемой бетонирующей установки. Были разработаны специальные бетонные смеси для различных работ, в том числе и для сооружения «саркофага». Работа Института "Оргэнергострой" при ликвидации последствий аварии получила особое внимание в книге Л. С. Кайбышевой "После Чернобыля":
 Его [Института] сотрудники выполнили колоссальный объём работ практически для всех строительных объектов Чернобыля. …участвовали более 120 сотрудников из 17 отделов. Притом 30 человек работали непосредственно в Чернобыле около месяца каждый. 
Некоторые ликвидаторы аварии на Чернобыльской АЭС и по сей день трудятся в Оргэнергострой.

## Структура
На сегодняшний день Оргэнергострой имеет разветвленную сеть филиалов с головным офисом в Москве. Обособленные подразделения и филиалы компании расположены в 20 городах по всему миру.
Штат компании насчитывает более 3 500 сотрудников, включая более 50 сотрудников с учеными степенями по техническим, геолого-минералогическим, экономическим, а также физико-математическим наукам, которые ведут активную научную деятельность ежегодно разрабатывая и внедряя передовые строительные методы, технологии и конструкции, инновационные управленческие решения и не имеющие аналогов системы, призванные оптимизировать сроки и стоимость, а также повысить качество и выполнения работ не только в области промышленного строительства, но и объектов использования атомной энергетики (ОИАЭ).

## Деятельность
Компания осуществляет работы по пяти основным видам деятельности: инжиниринг (организация и управление в проектировании и строительстве), инженерные изыскания, проектирование, строительно-монтажные работы, производство и поставка промышленного оборудования.
С момента своего основания, показатели установленной мощности на энергетических объектах, в строительстве которых компания приняла непосредственное участие, составили более 100 тыс. МВт.

### Электроэнергетика

#### Тепловая энергетика
Старейшим направлением компании является комплексное управление строительством ТЭС, существующее с момента основания компании. В разные годы Институтом разрабатывались проекты организации строительства (ПОС), проекты производства работ (ППР) и нормативные документы, использованные при строительстве многочисленных тепло-энергетических объектов бывшего СССР.
На основании «Основных положений по строительству ГРЭС-2400», разработанных специалистами компании, сооружены электростанции: Конаковская, Ермаковская, Костромская и пр. станции. Разработаны «Основные положения по строительству ТЭЦ 100, 350 и 400 тыс. кВт», примененные при строительстве ТЭЦ в Москве, Санкт-Петербурге, Екатеринбурге и других городах. Выполнена техническая помощь при возведении Рязанской, Шатурской, Экибастузской, Пермской, Березовской, Сургутской и прочих ГРЭС и ТЭЦ.
В 2021 году Оргэнергострой полностью завершены работы по проекту ремонта и восстановления энергоблока №3 Березовской ГРЭС. Блок успешно прошёл комплекс обязательных предпусковых испытаний под нагрузкой и 9 апреля 2021 был запущен в промышленную эксплуатацию 

#### Атомная энергетика
Развитие данного направления в компании началось в 1957 году, одновременно с созданием отдела технологии и качества строительства. Первые работы были выполнены при строительстве Белоярской и Нововоронежской АЭС, где разрабатывались и тестировались различные технологии и инженерные решения (к примеру, применение сборных элементов, крупногабаритных армоопалубочных блоков и особо тяжелых бетонов).
На сегодняшний день, Оргэнергострой является одной из крупнейших частных компаний Российской Федерации в атомной отрасли, постоянным подрядчиком ГК "Росатом" и ее дочерних структур.
В данный момент, Оргэнергострой выполняет или уже завершило работы в рамках строительства свыше 15 объектов атомной энергетики по всему миру, включая: АЭС «Пакш II», АЭС «Эль-Дабаа», АЭС «Аккую», АЭС «Ханхикиви», АЭС «Куданкулам», Армянской АЭС, Белорусской АЭС, Балаковской АЭС, Калининской АЭС, Нововоронежской АЭС-2, Курской АЭС-2, Узбекской АЭС и др.
В настоящее время ключевыми проектами Оргэнергострой, в части атомной отрасли, является строительство первой в Народной Республике Бангладеш АЭС «Руппур» (компания является одним из пионеров проекта с 2013 года), а также многоцелевого научно-исследовательского реактора четвёртого поколения на быстрых нейтронах - МБИР (является генеральным подрядчиком проекта с 2020 года).

#### Промышленность
Оргэнергострой имеет обширный опыт выполнения полного комплекса работ в промышленности, металлургической и горнодобывающей отраслях.
В 2009 году Оргэнергострой заключил контракт с ОАО «ВНИПИпромтехнологии», владельцем горно-металлургического комбината по переработке руд месторождений зоны «Южная» Эльконского урановорудного района в Республике Саха (Якутия). Компанией был выполнен комплекс проектных работ по разработке проектной документации и ОБИН зданий и сооружений Эльконского ГМК, включая котельную, автобазу, вахтовые поселки рудников, склад селитры и прочих вспомогательных объектов.
Кроме того, в недавнем времени, Оргэнергострой выполнялись работы на таких объектах промышленности, как: Надеждинский металлургический завод; "ПАО «Тулачермет» и др.
В настоящее время специалисты задействованы при выполнении работ по строительству в Углегорском районе Сахалина 26-километрового магистрального угольного конвейера "Солнцевский угольный разрез — угольный морской порт «Шахтерск».

#### Гидротехническое строительство
Оргэнергострой, еще с советских времен, имеет большой опыт выполнения работ на проектах строительства и реконструкции гидротехнических сооружений различной сложности, а также разработки методов, технологий, и конструкторский решений, целый ряд из которых применяется до сих пор.
Так, например, разработанный и внедренный в 70-х годах прошлого века специалистами Оргэнергострой метод бескранового бетонирования, получивший название «Токтогульский метод» (впервые опробован при возведении Токтогульской ГЭС), позволил значительно снизить расход бетонной смеси, упростить систему бетонирования, сократить объем армоопалубочных работ и повысить производительность труда.
Сегодня компания вновь активно развивается в рамках данного направления, так, среди гидротехнических работ, уже выполненных специалистами компании, можно выделить:
- Комплекс гидротехнических работ (грузовой терминал, водонасосная станция и т.д.) на р. Падма (АЭС «Руппур», Бангладеш);[16]
- Строительство и реконструкция угольного конвейера «Солнцевский угольный разрез – угольный морской порт «Шахтерск»;
- Реконструкция морского пункта пропуска Петропавловск-Камчатский (Россия);
- Создание локальной сейсмологической сети наблюдений Зарамагской ГЭС (Россия).

Гражданское строительство
Сфера гражданского строительства – активно развиваемое направление Оргэнергострой.
Компания имеет опыт и все необходимые ресурсы как для строительства временных, так и постоянных объектов гражданского строительства. В рамках данного направления, опыт компании представлен выполнением комплекса работ (изыскания, проектирование, строительно-монтажные работы) на таких объектах, как:
- Жилой посёлок для комфортного проживания российских и зарубежных специалистов, задействованных при реализации проекта АЭС «Руппур»;
- Комплекс жилых, культурных, санитарных и хозяйственных зданий и сооружений, для круглогодичного проживания сотрудников и работников рудника «Эльконского горно-металлургического комбината» (ЭГМК);
- Административные (в т.ч. офисные здания), санитарно-бытовые корпусы, столовые (повышенной вместимости), здравпункты, банно-прачечные комплексы, пожарные части, дороги общего назначения и специализированные дороги для тяжеловесного транспорта;
- Жилые дома в г. Южный-Сахалинск повышенной комфортабельности, с применением современных дизайнерских и планировочных решений, а также развитой внутренней инфраструктурой, строительство которых осуществляется в настоящее время.

## BIM - моделирование
При реализации своих последних проектов Оргэнергострой активно продвигает и применяет технологию BIM-моделирования - данная технология основывается на разработке и применении единой интеллектуальной 3D модели здания, а также сборе и обработке всех необходимых данных об архитектурно–планировочных, конструктивных, экономических, технологических, эксплуатационных характеристиках объекта в едином информационном пространстве. Технология помогает оперативно выявлять неполадки и недочёты проекта, отслеживать процесс их устранения и вносить необходимые корректировки прямо на строительной площадке.
Опыт применения данной технологии при реализации проектов АЭС «Руппур» (насосная станция), жилых многоэтажных домов в г. Южный-Сахалинск, ремонта и восстановления Березовской ГРЭС, уже показал свою эффективность и целесообразность использования.
В настоящее время данная технология применяется при строительстве МБИР, проектная документация которого впервые в отечественной практике представлена в Главгосэкспертизу в формате информационной модели.

## Разработка комплексных систем безопасности «Outpost»
Оргэнергострой осуществляет разработку и производство собственных инженерно-технических средств охраны (ИТСО) и охранных комплексов - под названием «Outpost», нацеленных на обеспечение безопасности и контроля границ и территории промышленных, энергетических, нефтегазовых и режимных объектов. Линейка «Outpost» имеет четырех основных продукта:
- Outpost ZB — позволяет строить локальные и протяженные рубежи охраны объектов с использованием ограждений различного типа, не требующие наличия питания и электронных компонентов на периметре.
- Outpost DAS — маскируемый комплекс для охраны протяженных рубежей местности, не требующий наличия питания и электронных компонентов на периметре.
- Форпост — многофункциональный комплекс обнаружения и противодействия беспилотным летательным аппаратам (БЛА) мобильного или стационарного исполнения.
- Outpost UAV — разработка и производство охранных беспилотных летательных аппаратов (БЛА).

## Партнерство
За годы работы, Оргэнергострой наработан пул постоянных заказчиков - ведущих компаний и признанных лидеров своих отраслей, в том числе: ГК «Росатом» и ее дочерние общества, ПАО «Юнипро» и др.